# Fredede bygninger i Slagelse Kommune
Denne liste over fredede bygninger i Slagelse Kommune viser alle fredede bygninger i Slagelse Kommune, bortset fra kirker. Listen bygger på data fra Kulturarvsstyrelsen.
| Sagsnavn                                     | Komplekstype              | Opførelsesår | Adresse                             | Koordinater                                   | Fredningsår (1. fredning) | ID (Link til Kulturarv.dk) | Billede     |
| -------------------------------------------- | ------------------------- | ------------ | ----------------------------------- | --------------------------------------------- | ------------------------- | -------------------------- | ----------- |
| Acciseboden                                  |                           | 1850         | Bjergbygade 11, 4200 Slagelse       | 55°24′00″N 11°21′10″Ø / 55.40002°N 11.35282°Ø |                           | 330-17471-1                | Upload foto |
| Acciseboden i Korsør                         |                           | 1752         | Skovvej 2A, 4220 Korsør             | 55°19′34″N 11°08′30″Ø / 55.32624°N 11.14164°Ø |                           | 330-6272-1                 | Upload foto |
| Algade 18, Korsør                            | Forhus                    | 1847         | Algade 18A, 4220 Korsør             | 55°19′41″N 11°08′23″Ø / 55.32817°N 11.13979°Ø |                           | 330-2888-1                 | Upload foto |
| Algade 22                                    | Forhus med sidehus        | 1800         | Algade 22A, 4220 Korsør             | 55°19′42″N 11°08′22″Ø / 55.32836°N 11.13953°Ø |                           | 330-2892-1                 | Upload foto |
| Algade 27, Korsør                            | Forhus                    | 1777         | Algade 27A, 4220 Korsør             | 55°19′42″N 11°08′22″Ø / 55.32827°N 11.13933°Ø |                           | 330-2896-1                 | Upload foto |
| Borreby                                      |                           | 1606         | Borrebyvej 45, 4230 Skælskør        | 55°13′57″N 11°17′25″Ø / 55.23244°N 11.29033°Ø |                           | 330-11577-3                | Upload foto |
| Borreby                                      |                           | 1850         | Borrebyvej 45, 4230 Skælskør        | 55°13′57″N 11°17′25″Ø / 55.23244°N 11.29033°Ø |                           | 330-11577-6                | Upload foto |
| Borreby                                      |                           | 1850         | Borrebyvej 45, 4230 Skælskør        | 55°13′57″N 11°17′25″Ø / 55.23244°N 11.29033°Ø |                           | 330-11577-7                | Upload foto |
| Borreby                                      |                           | 1870         | Borrebyvej 45, 4230 Skælskør        | 55°13′57″N 11°17′25″Ø / 55.23244°N 11.29033°Ø |                           | 330-11577-11               | Upload foto |
| Borreby                                      |                           | 1610         | Borrebyvej 45, 4230 Skælskør        | 55°13′57″N 11°17′25″Ø / 55.23244°N 11.29033°Ø |                           | 330-11577-12               | Upload foto |
| Borreby                                      |                           | 1556         | Borrebyvej 45, 4230 Skælskør        | 55°13′57″N 11°17′25″Ø / 55.23244°N 11.29033°Ø |                           | 330-11577-14               | Upload foto |
| Borreby                                      |                           | 1556         | Borrebyvej 47, 4230 Skælskør        | 55°13′57″N 11°17′26″Ø / 55.23262°N 11.29066°Ø |                           | 330-11577-1                | Upload foto |
| Borreby                                      |                           | 1606         | Borrebyvej 49, 4230 Skælskør        | 55°13′56″N 11°17′27″Ø / 55.23227°N 11.29092°Ø |                           | 330-11577-2                | Upload foto |
| Borreby                                      |                           | 1850         | Borrebyvej 53, 4230 Skælskør        | 55°13′57″N 11°17′21″Ø / 55.23248°N 11.28913°Ø |                           | 330-11577-22               | Upload foto |
| Brænderigården                               | Forhus                    |              | Slotsgade 53, 4200 Slagelse         | 55°23′57″N 11°21′33″Ø / 55.39912°N 11.35906°Ø |                           | 330-24222-1                | Upload foto |
| Den gamle Købmandsgård, Skælskør             | Byens sidste købmandsgård | 1680         | Algade 11A, 4230 Skælskør           | 55°15′13″N 11°17′34″Ø / 55.25369°N 11.29276°Ø |                           | 330-16197-1                | Upload foto |
| Den gamle Købmandsgård, Skælskør             | Tværbygning               | 1990         | Algade 11B, 4230 Skælskør           | 55°15′14″N 11°17′34″Ø / 55.25388°N 11.29284°Ø |                           | 330-11117-5                | Upload foto |
| Den gamle Købmandsgård, Skælskør             |                           | 1800         | Algade 11C, 4230 Skælskør           | 55°15′14″N 11°17′34″Ø / 55.25395°N 11.29286°Ø |                           | 330-11117-2                | Upload foto |
| Den gamle Købmandsgård, Skælskør             |                           | 1800         | Algade 11D, 4230 Skælskør           | 55°15′15″N 11°17′34″Ø / 55.25403°N 11.29287°Ø |                           | 330-11117-3                | Upload foto |
| Den gamle Købmandsgård, Skælskør             |                           | 1800         | Algade 11E, 4230 Skælskør           | 55°15′15″N 11°17′34″Ø / 55.25410°N 11.29289°Ø |                           | 330-11117-4                | Upload foto |
| Den gamle Latinskole                         |                           | 1490         | Rosengade 4B, 4200 Slagelse         | 55°24′13″N 11°21′14″Ø / 55.40361°N 11.35389°Ø |                           | 330-23445-1                | Upload foto |
| Den gamle Lægebolig, Skælskør                |                           | 1856         | Skovvej 6, 4230 Skælskør            | 55°15′18″N 11°17′14″Ø / 55.25508°N 11.28717°Ø |                           | 330-13301-1                | Upload foto |
| Den gamle Lægebolig, Skælskør                |                           | 1856         | Skovvej 6, 4230 Skælskør            | 55°15′18″N 11°17′14″Ø / 55.25508°N 11.28717°Ø |                           | 330-13301-2                | Upload foto |
| Englænder Jernbanebroen                      | Jernbanebro               |              | Strandvejen 0, 4200 Slagelse        | 55°23′59″N 11°18′23″Ø / 55.39976°N 11.30644°Ø |                           | 330--1--1                  | Upload foto |
| Espe                                         |                           | 1780         | Espevej 56, 4242 Boeslunde          | 55°17′31″N 11°14′39″Ø / 55.29190°N 11.24421°Ø |                           | 330-13881-1                | Upload foto |
| Espe                                         |                           | 1822         | Espevej 56, 4242 Boeslunde          | 55°17′31″N 11°14′39″Ø / 55.29190°N 11.24421°Ø |                           | 330-13881-8                | Upload foto |
| Espe                                         |                           | 1822         | Espevej 56, 4242 Boeslunde          | 55°17′31″N 11°14′39″Ø / 55.29190°N 11.24421°Ø |                           | 330-13881-9                | Upload foto |
| Espe                                         |                           | 1822         | Espevej 56, 4242 Boeslunde          | 55°17′31″N 11°14′39″Ø / 55.29190°N 11.24421°Ø |                           | 330-13881-10               | Upload foto |
| Falkensteen                                  |                           | 1775         | Falkensteenvej 20, 4200 Slagelse    | 55°21′28″N 11°22′03″Ø / 55.35771°N 11.36738°Ø |                           | 330-1609-1                 | Upload foto |
| Falkensteen                                  |                           | 1991         | Falkensteenvej 22B, 4200 Slagelse   | 55°21′31″N 11°22′04″Ø / 55.35849°N 11.36778°Ø |                           | 330-1609-18                | Upload foto |
| Gyldenholm                                   |                           | 1864         | Gyldenholmvej 8, 4200 Slagelse      | 55°20′23″N 11°27′42″Ø / 55.33967°N 11.46153°Ø |                           | 330-470-1                  | Upload foto |
| Halsskov Kulfyr                              |                           | 1727         | Lygtebakken 19, 4220 Korsør         | 55°20′16″N 11°07′30″Ø / 55.33765°N 11.12496°Ø |                           | 330-5248-1                 | Upload foto |
| Halsskov Revhus                              |                           | 1838         | Storebæltsvej 140, 4220 Korsør      | 55°20′55″N 11°05′42″Ø / 55.34859°N 11.09509°Ø |                           | 330-10237-1                | Upload foto |
| Halsskov Revhus                              |                           | 1884         | Storebæltsvej 140, 4220 Korsør      | 55°20′55″N 11°05′42″Ø / 55.34859°N 11.09509°Ø |                           | 330-10237-2                | Upload foto |
| Havnevej 5, Skælskør                         |                           | 1840         | Havnevej 5, 4230 Skælskør           | 55°15′14″N 11°17′31″Ø / 55.25398°N 11.29203°Ø |                           | 330-16207-1                | Upload foto |
| Holsteinborg                                 |                           | 1598         | Holsteinborgvej 130A, 4243 Rude     | 55°12′55″N 11°27′48″Ø / 55.21530°N 11.46327°Ø |                           | 330-12067-1                | Upload foto |
| Holsteinborg                                 |                           | 1649         | Holsteinborgvej 130A, 4243 Rude     | 55°12′55″N 11°27′48″Ø / 55.21530°N 11.46327°Ø |                           | 330-12067-12               | Upload foto |
| Holsteinborg                                 |                           | 1651         | Holsteinborgvej 130A, 4243 Rude     | 55°12′55″N 11°27′48″Ø / 55.21530°N 11.46327°Ø |                           | 330-12067-13               | Upload foto |
| Holsteinborg                                 |                           | 1650         | Holsteinborgvej 130A, 4243 Rude     | 55°12′55″N 11°27′48″Ø / 55.21530°N 11.46327°Ø |                           | 330-12067-14               | Upload foto |
| Holsteinborg                                 |                           | 1648         | Holsteinborgvej 130C, 4243 Rude     | 55°12′55″N 11°27′49″Ø / 55.21518°N 11.46364°Ø |                           | 330-12067-8                | Upload foto |
| Hospitalet (Den gamle Latinskole), Skælskør  | Gl.Latinskole (fattighus) | 1748         | Gammelgade 4, 4230 Skælskør         | 55°15′13″N 11°17′10″Ø / 55.25361°N 11.28622°Ø |                           | 330-11876-1                | Upload foto |
| Husene ved broen, Skælskør                   |                           | 1820         | Havnevej 1, 4230 Skælskør           | 55°15′15″N 11°17′32″Ø / 55.25419°N 11.29225°Ø |                           | 330-13765-1                | Upload foto |
| Husene ved broen, Skælskør                   |                           | 1820         | Havnevej 3, 4230 Skælskør           | 55°15′15″N 11°17′32″Ø / 55.25410°N 11.29214°Ø |                           | 330-13765-2                | Upload foto |
| Kirkerup Kirkelade                           |                           | 1200         | Esholtevej 2A, 4200 Slagelse        | 55°21′29″N 11°29′36″Ø / 55.35794°N 11.49323°Ø |                           | 330-282-2                  | Upload foto |
| Korsør Fæstning                              | Magasinbygning            |              | Søbatteriet 7, 4220 Korsør          | 55°20′02″N 11°08′13″Ø / 55.33399°N 11.13702°Ø |                           | 330-7213-1                 | Upload foto |
| Korsør Fæstning                              |                           | 1850         | Søbatteriet 9, 4220 Korsør          | 55°20′01″N 11°08′14″Ø / 55.33372°N 11.13723°Ø |                           | 330-7212-4                 | Upload foto |
| Korsør Fæstning                              |                           | 1850         | Søbatteriet 11, 4220 Korsør         | 55°20′02″N 11°08′15″Ø / 55.33375°N 11.13753°Ø |                           | 330-7212-3                 | Upload foto |
| Korsør Station                               |                           | 1887         | Gl. Banegårdsplads 8, 4220 Korsør   | 55°20′11″N 11°08′15″Ø / 55.33648°N 11.13762°Ø |                           | 330-3084-2                 | Upload foto |
| Korsør Station                               |                           | 1887         | Gl. Banegårdsplads 10, 4220 Korsør  | 55°20′10″N 11°08′14″Ø / 55.33613°N 11.13722°Ø |                           | 330-3084-1                 | Upload foto |
| Magleby Hospital (tidl.)                     |                           | 1758         | Vedskøllevej 4, 4230 Skælskør       | 55°13′58″N 11°19′13″Ø / 55.23282°N 11.32030°Ø |                           | 330-12398-1                | Upload foto |
| Nytorv 3, Skælskør                           |                           | 1864         | Nytorv 3A, 4230 Skælskør            | 55°15′17″N 11°17′50″Ø / 55.25459°N 11.29721°Ø |                           | 330-15863-1                | Upload foto |
| Peder Reedtz' Gård, Skælskør                 | Bindingsværkshus/toetages | 1588         | Algade 2, 4230 Skælskør             | 55°15′13″N 11°17′32″Ø / 55.25359°N 11.29236°Ø |                           | 330-11111-1                | Upload foto |
| Peder Reedtz' Gård, Skælskør                 | Tandlægeklinik            | 1840         | Strandgade 1, 4230 Skælskør         | 55°15′12″N 11°17′32″Ø / 55.25344°N 11.29226°Ø |                           | 330-11111-2                | Upload foto |
| Rasmus Langelands Gård (Kongegården), Korsør | Forhus                    | 1761         | Algade 25A, 4220 Korsør             | 55°19′41″N 11°08′22″Ø / 55.32814°N 11.13957°Ø |                           | 330-2894-1                 | Upload foto |
| Rytterskolen i Vedbysønder                   |                           | 1721         | Vedbysøndervej 1, 4200 Slagelse     | 55°25′05″N 11°26′23″Ø / 55.41802°N 11.43973°Ø |                           | 330-25576-1                | Upload foto |
| Rützows Hus                                  |                           | 1800         | Ørslevvej 240, 4230 Skælskør        | 55°13′28″N 11°25′52″Ø / 55.22453°N 11.43102°Ø |                           | 330-13375-1                | Upload foto |
| Skovsgård Mølle                              |                           | 1900         | Fladholtevej 6, 4200 Slagelse       | 55°20′34″N 11°29′03″Ø / 55.34275°N 11.48405°Ø |                           | 330-301-17                 | Upload foto |
| Skælskør Dampmølle                           |                           | 1853         | Vestergade 1, 4230 Skælskør         | 55°15′14″N 11°17′27″Ø / 55.25398°N 11.29084°Ø |                           | 330-14151-1                | Upload foto |
| Skælskør tidl. Rådhus                        | Gl. rådhus/Politistation  | 1896         | Gammeltorv 13, 4230 Skælskør        | 55°15′15″N 11°17′15″Ø / 55.25424°N 11.28743°Ø |                           | 330-11892-1                | Upload foto |
| Skælskør tidl. Rådhus                        | Gl. rådhus/politistation  | 1896         | Gammeltorv 13, 4230 Skælskør        | 55°15′15″N 11°17′15″Ø / 55.25424°N 11.28743°Ø |                           | 330-11892-3                | Upload foto |
| Slagelse Hospital                            |                           | 1877         | Bredegade 7A, 4200 Slagelse         | 55°24′06″N 11°21′08″Ø / 55.40164°N 11.35223°Ø |                           | 330-17554-1                | Upload foto |
| Slagelse Hospital                            |                           | 1577         | Bredegade 7A, 4200 Slagelse         | 55°24′06″N 11°21′08″Ø / 55.40164°N 11.35223°Ø |                           | 330-17554-6                | Upload foto |
| Slagelse Hospital                            |                           | 1777         | Bredegade 7C, 4200 Slagelse         | 55°24′04″N 11°21′08″Ø / 55.40120°N 11.35219°Ø |                           | 330-17554-3                | Upload foto |
| Slagelse Hospital                            |                           | 1777         | Bredegade 7D, 4200 Slagelse         | 55°24′05″N 11°21′06″Ø / 55.40132°N 11.35173°Ø |                           | 330-17554-4                | Upload foto |
| Slagelse Hospital                            |                           | 1777         | Bredegade 7F, 4200 Slagelse         | 55°24′06″N 11°21′06″Ø / 55.40155°N 11.35180°Ø |                           | 330-17554-5                | Upload foto |
| Slagelse Station                             |                           | 1877         | Sdr.Stationsvej 28A, 4200 Slagelse  | 55°24′26″N 11°20′56″Ø / 55.40726°N 11.34897°Ø |                           | 330-23715-1                | Upload foto |
| Snedinge                                     |                           | 1663         | Ørslevvej 230, 4230 Skælskør        | 55°13′30″N 11°25′35″Ø / 55.22498°N 11.42647°Ø |                           | 330-13373-3                | Upload foto |
| Snedinge Møllevej 5                          |                           | 1927         | Snedinge-Møllevej 5, 4230 Skælskør  | 55°14′18″N 11°25′32″Ø / 55.23824°N 11.42556°Ø |                           | 330-11646-1                | Upload foto |
| Snedinge Møllevej 5                          |                           | 1927         | Snedinge-Møllevej 5, 4230 Skælskør  | 55°14′18″N 11°25′32″Ø / 55.23824°N 11.42556°Ø |                           | 330-11646-2                | Upload foto |
| Snedinge Møllevej 5                          |                           | 1927         | Snedinge-Møllevej 5, 4230 Skælskør  | 55°14′18″N 11°25′32″Ø / 55.23824°N 11.42556°Ø |                           | 330-11646-3                | Upload foto |
| Sorterup Kirkelade                           |                           | 1777         | Sorterup Kirkevej 2B, 4200 Slagelse | 55°26′57″N 11°26′25″Ø / 55.44923°N 11.44019°Ø |                           | 330-29180-1                | Upload foto |
| Sprogø Fyr                                   |                           | 1868         | Sprogø 3, 4220 Korsør               | 55°19′50″N 10°58′10″Ø / 55.33068°N 10.96953°Ø |                           | 330-6612-4                 | Upload foto |
| Sprogø Fyr                                   |                           | 1868         | Sprogø 3, 4220 Korsør               | 55°19′50″N 10°58′10″Ø / 55.33068°N 10.96953°Ø |                           | 330-6612-5                 | Upload foto |
| Stapels Gård, Korsør                         | Forhus                    | 1667         | Algade 31A, 4220 Korsør             | 55°19′43″N 11°08′19″Ø / 55.32860°N 11.13855°Ø |                           | 330-2900-1                 | Upload foto |
| Stapels Gård, Korsør                         | Sidehus                   | 1667         | Algade 31D, 4220 Korsør             | 55°19′42″N 11°08′19″Ø / 55.32845°N 11.13858°Ø |                           | 330-2900-2                 | Upload foto |
| Store Frederikslund                          |                           | 1998         | Vedsøvej 2, 4200 Slagelse           | 55°27′20″N 11°29′44″Ø / 55.45547°N 11.49550°Ø |                           | 330-24389-3                | Upload foto |
| Sørbymagle Andelsmejeri (tidl.)              |                           | 1930         | Sørby Hovedgade 24A, 4200 Slagelse  | 55°21′34″N 11°26′24″Ø / 55.35946°N 11.44004°Ø |                           | 330-1568-1                 | Upload foto |
| Sørbymagle Andelsmejeri (tidl.)              |                           | 1930         | Sørby Hovedgade 24A, 4200 Slagelse  | 55°21′34″N 11°26′24″Ø / 55.35946°N 11.44004°Ø |                           | 330-1568-2                 | Upload foto |
| Sørbymagle Andelsmejeri (tidl.)              |                           | 1930         | Sørby Hovedgade 24A, 4200 Slagelse  | 55°21′34″N 11°26′24″Ø / 55.35946°N 11.44004°Ø |                           | 330-1568-3                 | Upload foto |
| Ting- og Arresthuset i Korsør                | Hovedbygning              |              | Torvet 1, 4220 Korsør               | 55°19′46″N 11°08′13″Ø / 55.32955°N 11.13692°Ø |                           | 330-7536-1                 | Upload foto |
| Ting- og Arresthuset i Korsør                | Sidefløj                  |              | Torvet 1, 4220 Korsør               | 55°19′46″N 11°08′13″Ø / 55.32955°N 11.13692°Ø |                           | 330-7536-2                 | Upload foto |
| Tårnborg                                     |                           | 1800         | Tårnborgvej 152, 4220 Korsør        | 55°20′45″N 11°08′34″Ø / 55.34588°N 11.14265°Ø |                           | 330-7784-1                 | Upload foto |
| Tårnborg                                     |                           | 1901         | Ørnumvej 4, 4220 Korsør             | 55°20′47″N 11°08′31″Ø / 55.34649°N 11.14199°Ø |                           | 330-10235-1                | Upload foto |
| Tårnholm                                     |                           | 1777         | Marsk Stigs Vej 150A, 4220 Korsør   | 55°20′36″N 11°12′51″Ø / 55.34323°N 11.21417°Ø |                           | 330-5458-1                 | Upload foto |
| Tårnholm                                     |                           | 1862         | Marsk Stigs Vej 150, 4220 Korsør    | 55°20′38″N 11°12′47″Ø / 55.34392°N 11.21309°Ø |                           | 330-5458-9                 | Upload foto |
| Valbygård                                    |                           | 1857         | Valbygårdsvej 94, 4200 Slagelse     | 55°25′34″N 11°18′21″Ø / 55.42617°N 11.30576°Ø |                           | 330-25383-1                | Upload foto |
| Vestergade 10, Skælskør                      |                           | 1670         | Vestergade 10, 4230 Skælskør        | 55°15′15″N 11°17′27″Ø / 55.25411°N 11.29091°Ø |                           | 330-14158-1                | Upload foto |
| Ågård                                        |                           | 1777         | Næsbyvej 24, 4200 Slagelse          | 55°24′03″N 11°15′31″Ø / 55.40070°N 11.25868°Ø |                           | 330-22434-1                | Upload foto |
| Ågård                                        |                           |              | Næsbyvej 24, 4200 Slagelse          | 55°24′03″N 11°15′31″Ø / 55.40070°N 11.25868°Ø |                           | 330-22434-2                | Upload foto |
| Ågård                                        |                           |              | Næsbyvej 24, 4200 Slagelse          | 55°24′03″N 11°15′31″Ø / 55.40070°N 11.25868°Ø |                           | 330-22434-3                | Upload foto |